# Archiprezbiterat Chão de Couce
Archiprezbiterat Chão de Couce − jeden z 10 wikariatów diecezji Coimbra, składający się z 41 parafii:
- Parafia w Aguda
- Parafia w Águas Belas
- Parafia w Almoster
- Parafia w Alvaiázere
- Parafia w Alvorge
- Parafia w Ansião
- Parafia w Arega
- Parafia w Areias
- Parafia w Avelar
- Parafia w Beco
- Parafia w Campelo
- Parafia w Castanheira de Pêra
- Parafia w Chão de Couce
- Parafia w Chãos
- Parafia w Cumeeira
- Parafia w Degracias
- Parafia w Dornes
- Parafia w Coentral
- Parafia w Espinhal
- Parafia w Ferreira do Zêzere
- Parafia w Figueiró dos Vinhos
- Parafia w Graça
- Parafia w Igreja Nova do Sobral
- Parafia w Lagarteira
- Parafia w Maçãs do Caminho
- Parafia w Maçãs de D. Maria
- Parafia w Paio Mendes
- Parafia w Pelmá
- Parafia w Pedrógão Grande
- Parafia w Penela (Santa Eufémia)
- Parafia w Penela (São Miguel)
- Parafia w Pias
- Parafia w Podentes
- Parafia w Pombalinho
- Parafia w Pousaflores
- Parafia w Pussos
- Parafia w Rabaçal
- Parafia w Santiago da Guarda
- Parafia w São Pedro do Rego da Murta
- Parafia w Torre de Vale de Todos
- Parafia w Vila Facaia